# 客心
客心是中国漫画家，本名邱月仙，生日5月4日，星座金牛座，籍贯上海。于2004年第1届金龙奖（OACC）得到“金龙奖年度动漫榜中榜”的“内地年度最佳漫画单行本”和“内地年度最佳漫画家”奖；2005年第2届金龙奖（OACC）获得年度最佳内地漫画家奖。被称为“少女漫画才女”。

## 作品
《未成年》